# Moses Malagu
Moses Malagu est un boxeur nigérian né le 2 novembre 1972.

## Carrière
Moses Malagu est médaillé d'argent dans la catégorie des poids mouches aux Jeux africains du Caire en 1991, s'inclinant en finale contre l'Égyptien Moustafa Hassan.
Aux Jeux olympiques d'été de 1992 à Barcelone, il est éliminé au deuxième tour dans la catégorie des poids mouches par le Cubain Raúl González.